# Jean-Marc Schiappa
Pour les articles homonymes, voir Schiappa.
Jean-Marc Schiappa [ ʒɑ̃maʁk ʃjapa] (en corse : [ˈskjappa]), né le 21 juin 1956 à Rabat au Maroc, est un historien français.
Président de l'Institut de recherche et d'étude de la libre-pensée, auteur d'ouvrages historiques, il est un spécialiste reconnu de Gracchus Babeuf et de la conjuration des Égaux.

## Biographie

### Origines et formation
Né en 1956 à Rabat de parents corses, il suit des études de lettres à l'université de Nice. Diplômé de l’École des hautes études en sciences sociales (EHESS),, il soutient en 1992 une thèse en histoire sur les babouvistes à l'université Paris 1 Panthéon-Sorbonne sous la direction de Michel Vovelle,.

### Carrière
Après une période à la caisse d'allocations familiales de Paris et délégué syndical Force ouvrière, il devient enseignant en obtenant le CAPES d'histoire-géographie. Il enseigne au collège Clément-Guyard, à Créteil.
Président de l’Institut de recherche et d'étude de la libre-pensée (IRELP), lié à la Fédération nationale de la libre pensée,, il collabore aux publications de cette dernière, le mensuel La Raison et la revue trimestrielle L’Idée libre. Il a par ailleurs édité un recueil d'articles parus dans Informations ouvrières, organe du Parti ouvrier indépendant (POI), avec Daniel Gluckstein.
Jean-Marc Schiappa s'est spécialisé dans l'étude de Gracchus Babeuf et de la conjuration des Égaux. Il est ainsi le responsable des Études babouvistes, organe de l’association des Amis de Gracchus Babeuf,, et publie des articles à caractère historique dans Communisme ou les Annales historiques de la Révolution française.
D'obédience trotskiste lambertiste, il se décrit comme « militant depuis qu['il] pense avoir eu l’âge de comprendre que les problèmes de l’humanité étaient d’abord des problèmes sociaux et politiques ».

### Vie privée
Il est le père de Marlène Schiappa, dont il n'hésite pas à critiquer le ralliement à Emmanuel Macron.
En 2019, il est membre du comité de soutien à La France insoumise pour les élections européennes de 2019. En décembre 2021, il rejoint le « parlement de l'Union populaire » dans le cadre la campagne de Jean-Luc Mélenchon en vue de l'élection présidentielle de 2022.

## Prix et distinctions
- 2024 : Prix Guizot de l'Académie française pour Gracchus Babeuf[24]

## Publications

### Œuvres de Jean-Marc Schiappa
- Gracchus Babeuf avec les Égaux, Paris, Éditions ouvrières, 1991, 264 pages  (ISBN 2708228927),  (ISBN 9782708228924)[25]
- La Ve République contre le mouvement ouvrier, Informations ouvrières, 1993 (BNF 36680598)
- Dir. avec Nicole Bossut, Histoire de la pensée libre (actes du colloque international tenu à Paris les 27 et 28 mars 2001), Institut de recherche et d'étude de la Libre Pensée (IRELP), 2002  (ISBN 295136749X),  (ISBN 9782951367494)
- Les Babouvistes : aspects de l'implantation de la Conjuration babouviste (thèse de doctorat en histoire remaniée), Les Amis de Gracchus Babeuf, 2003, 606 pages[26],[27])
- Dir., 1905 ! la loi de séparation des Églises et de l'État, Institut de recherche et d'étude de la Libre Pensée (IRELP), Éditions Syllepse, 2005  (ISBN 2849500127),  (ISBN 9782849500125)[28]
- La Révolution française, Paris, J'ai lu, coll. « Librio », 2005, 93 pages  (ISBN 2290343072),  (ISBN 9782290343074)
- Buonarroti (1761-1837) : l'inoxydable, Éditions libertaires, 2008, 283 pages  (ISBN 2914980604),  (ISBN 9782914980609)
- Gracchus Babeuf pour le bonheur commun, Spartacus, 2015, 178 pages  (ISBN 9791094106136) (BNF 44443893)
- François Robin, l'orateur des campagnes : ami de Babeuf, communiste, guillotiné en 1797, Éditions libertaires, 2016  (ISBN 978-2-919568-65-9)
- Je suis... Maximilien Robespierre, 2018
- La Révolution expliquée à Marianne, 2019, Éditions François Bourin,  (ISBN 9791025204399)
- La France n'a pas de racines Chrétiennes, Éditions Libertaires Eds, 2017, 160 pages  (ISBN 291956885X)
- Gracchus Babeuf, Paris, Fayard, 384 p., 2023  (ISBN 978-2213722061) (Prix Guizot de l'Académie française, 2024)

### Contributions à des ouvrages collectifs
- Christian Eyschen, Michel Godicheau, Dominique Goussot, Pierre-Yves Ruff, Jean-Marc Schiappa, Petite histoire de la première internationale (AIT) : à la rencontre de Karl Marx et de Michel Bakounine, Théolib, 2019, 122 p. (l'ouvrage collectif présente divers participants de l’AIT : les francs-maçons, les libres penseurs et les protestants libéraux).